# Переговоры о заключении союза Бранденбурга-Пруссии с Войском Запорожским
Переговоры о заключении союза Бранденбурга-Пруссии с Войском Запорожским (1655—1657) — политические сношения между гетманом Войска Запорожского Богданом Хмельницким с одной стороны, и курфюрстом Бранденбурга-Пруссии Фридрихом Вильгельмом I с другой, с целью совместного продолжения ведения войны против Речи Посполитой на стороне Швеции.
После выхода Швеции из войны с Польшей Фридрих Вильгельм I не стал заключать союзный договор с Богданом Хмельницким и вновь признал себя вассалом польского короля, получив с его стороны прощение и признание за собой прав на прусские владения.

## Исторический контекст
Установление дипломатических контактов между Бранденбургом-Пруссией и Войском Запорожским пришлось на период, последовавший после окончания Тридцатилетней войны, и было следствием так называемого Шведского потопа. В 1655 году основная часть войск Речи Посполитой была задействована в боях против казаков и оказалась не в состоянии противостоять Швеции. Курфюрст Бранденбурга Фридрих Вильгельм I, являясь вассалом короля Польского как герцог Пруссии, должен был выступить союзником Речи Посполитой и направить свои войска на подавление восстания Хмельницкого (они приняли участие в Берестецкой битве и польском походе на Украину в 1654—1655 годах). Однако, после вступления Швеции в войну против Польши на стороне восставших казаков, Фридрих Вильгельм I, не желая воевать против Швеции, принял решение устраниться от помощи польскому королю, вассалом которого являлся, отчего войска польского короля стали представлять его прусским владениям прямую угрозу.
Фридрих Вильгельм I начал спешно искать возможности установления союзных сношений с Богданом Хмельницким, Швецией и Русским царством. Богдан Хмельницкий же, разочаровавшись в Виленском перемирии, заключённом между Русским царством и Речью Посполитой, продиктованном усилением Швеции, начал искать в Бранденбурге-Пруссии как бывшем вассале Речи Посполитой союзников, чтобы продолжить войну в антипольской коалиции. К коалиции наряду с бывшими польскими вассалами — Войском Запорожским и Пруссией — должно было присоединится Крымское ханство.

## Развитие политических отношений в XVII веке
В 1655—1656 годах оформилась антипольская коалиция в составе Войска Запорожского, Трансильвании, Швеции и Бранденбурга-Пруссии. Союзные договора были заключены между Трансильванией и Войском Запорожским, Швецией и Бранденбургом, Трансильванией и Швецией, Швецией и Войском Запорожским, однако не между Войском Запорожским и Бранденбургом-Пруссией.
Инициатором установления дипломатических отношений стал бранденбургский курфюрст, который предпринял попытку их установить в 1655 году. В июне 1657 года в Чигирин прибыло бранденбургское посольство с предложением «сложить дружбу», вследствие чего были достигнуты предварительные договоренности относительно подписания договора о дружбе.

## Итоги
После того как в июле 1657 года в связи с вступлением в войну Дании и Норвегии Швеция была вынуждена перебросить свои войска из Польши на датский фронт, бранденбургский курфюрст отказался от задуманного союза с Войском Запорожским и заключил мир с Речью Посполитой, признавшей его суверенитет над Пруссией, и, таким образом, вышел из коалиции, избежав угрозы для прусских владений. Утратив поддержку со стороны Швеции, Войско Запорожское окончательно вошло в политическую орбиту Русского царства.